# ألب (جرندة)
بلدية ألب (بالإسبانية: Alp) هي بلدية تقع في مقاطعة جرندة التابعة لمنطقة كتالونيا شمال شرق إسبانيا.

## الديموغرافيا
بلغ عدد سكان بلدية ألب 1.743 نسمة عام 2011 (وفقاً للمعهد الوطني الإسباني للإحصاء).
| 1.012 | 1.127 | 1.272 | 1.389 | 1.576 | 1.735 | 1.743 |